# Командный Чемпионат СССР по спидвею 1968

## Класс «А»
| М | Команда                    | Матч | Очки |
| - | -------------------------- | ---- | ---- |
| 1 | «Башкирия», г. Уфа         | 14   | 22   |
| 2 | «Корд», г. Балаково        | 14   | 21   |
| 3 | «Нева», г. Ленинград       | 14   | 17   |
| 4 | «Восток», г. Владивосток   | 14   | 14   |
| 5 | «Локомотив», г. Даугавпилс | 14   | 13   |
| 6 | «Спартак», г. Кадиевка     | 14   | 9    |
| 7 | «Салават», г. Салават      | 14   | 9    |
| 8 | «Сельмаш», г. Львов        | 14   | 5    |

## Класс  «Б»
| М  | Команда                  | Матч | Очки |
| -- | ------------------------ | ---- | ---- |
| 1  | «Радуга», г. Ровно       |      |      |
| 2  | «Сибирь», г. Новосибирск |      |      |
| 3  | «Жигули», г. Тольятти    |      |      |
| 4  | «Кузбасс», г. Кемерово   |      |      |
| 5  | «Центр», г. Москва       |      |      |
| 6  | «Наири», г. Ереван       |      |      |
| 7  | «Металлург», г. Алмалык  |      |      |
| 8  | «Балтика», г. Ленинград  |      |      |
| 9  | «Тайфун», г. Элиста      |      |      |
| 10 | «Тбилиси», г. Тбилиси    |      |      |
| 11 | «Турбина», г. Балаково   |      |      |
| 12 | «Салют», г. Саратов      |      |      |
| 13 | «Урожай», г. Мелеуз      |      |      |
| 14 | «Шахтёр», г. Червоноград |      |      |
| 15 | «Стерля», г. Стерлитамак |      |      |

## Медалисты
| «Башкирия», г. Уфа   | И.Плехонов, Б.Самородов, Ф.Шайнуров, Ю.Чекранов, Г.Кадыров, Б.Куванин, Р.Хайбрахманов, Г.Куриленко, Р.Сафаров, Г.Брагин, А.Сухов, Р.Махмутов, А.Кузьмин |
| «Корд», г. Балаково  | Б.Цеханович, В.Калмыков, А.Миронов, Г.Пухов, В.Галченко, В.Сидоров, И.Сибирев, В.Харченко                                                               |
| «Нева», г. Ленинград | В.Смирнов, Г.Батурин, Г.Маркатанов, В.Канунников, В.Катюжанский, А.Белкин, Ю.Ломбоцкий, В.Леонов, И.Андреев, Ю.Семененко, Г.Иванов                      |